# Юмашев, Шора Кадырович
Шора Кадырович Юмашев — советский тренер по баскетболу, заслуженный тренер СССР.

## Биография
Сын офицера, воевавшего с басмачами на территории Средней Азии. С началом Великой Отечественной войны отец ушёл на фронт и погиб в 1944 году на территории Украины.
Рос и учился в Талгаре (Алма-Атинская область). Увлекался футболом. С окончанием школы пошёл учиться в техникум физкультуры. Через некоторое время переквалифицировался на баскетбол, чему содействовал алма-атинский баскетболист Марат Жиенбаев.
После окончания техникума поступил в Казахский государственный институт физической культуры.
Играл за сборную города, выступал на Спартакиадах республики за Алма-Атинскую область. В 1958 году в составе команды области завоевал «серебро», уступив в финале Алма-Ате. Также участвовал в фестивале институтов физкультуры республик Средней Азии и международных встречах.
После окончания вуза несколько лет работал в Талгаре.
Тренер команды мастеров высшей лиги «Университет (женский баскетбольный клуб)» (Алматы) в 1974—1981 годы. Команда успешно выступала на чемпионате СССР, на VІІ Спартакиаде народов СССР (1979, Вильнюс) сборная Казахской ССР завоевала 4-е место.
В 1984—1987 годы — тренер сборной команды Республики Ангола.
С 1987 года — государственный тренер спортивного комитета, генеральный секретарь, вице-президент Федерации баскетбола Республики Казахстан. Позже работает в Республиканской школе высшего спортивного мастерства и Алматинской городской федерации баскетбола.
В настоящее время — председатель ревизионной комиссии Национальной Федерации Баскетбола Республики Казахстан.